# Валь-ди-Ницца
Валь-ди-Ницца (итал. Val di Nizza) — коммуна в Италии, располагается в регионе Ломбардия, в провинции Павия.
Население составляет 690 человек (2008 г.), плотность населения составляет 23 чел./км². Занимает площадь 30 км². Почтовый индекс — 27050. Телефонный код — 0383.
Покровителем коммуны почитается святой апостол Павел, празднование 25 января.

## Демография
Динамика населения:

## Администрация коммуны
- Официальный сайт: http://www.comune.valdinizza.pv.it/